# Руд ван Феґґелен
Руд ван Феґґелен (нід. Ruud van Feggelen, 14 квітня 1924 — 9 серпня 2002) — нідерландський ватерполіст.
Учасник Олімпійських Ігор 1948, 1952 років.
Бронзовий призер Олімпійських ігор 1948 року.
Чемпіон Європи з водних видів спорту 1950 року.